# Нелсиньо Пикет
Нелсън Пикет младши (или Нелсиньо) е бразилски пилот от Формула 1. Син е на пилота Нелсън Пикет.
От 8- до 16-годишна възраст (1993 – 2001 г.) се занимава с картинг.
През 2001 година се присъединява към шампионата Южноафриканска Формула 3, участва само през половината сезон и се класира на 5-о място при пилотите. През 2002 г. печели първенството.
17-годишен, Нелсън взима необичайното решение да създаде свой отбор и да влезе в британската Формула 3. През своята първа година завършва на трето място, като печели шест състезания и осем пол позишъна и получава тест с отбора на Уилямс от Формула 1. Вторият му сезон се оказва още по-силен, тъй като Пикет младши става най-младият пилот, печелил британското състезание. През втория сезон Пикет взима 6 победи и 5 пол позишъна.
През втория си сезон в ГП2 сериите през 2006 година Пикет младши е един от двамата водачи, които се открояват от тълпата в оспорваното първенство. Накрая завършва втори в шампионата след Люис Хамилтън, но неговите динамични изпълнения му печелят възможността през 2007 г. да е тест пилот за отбора на Рено във Формула 1.
След навършване на една година като тест пилот за Рено, Пикет младши си печели мястото на втори пилот в отбора за 2008 г., където негов съотборник е двукратният световен шампион Фернандо Алонсо. Най-доброто постижение на Нелсиньо е второто му място в състезанието за Голямата награда на Германия. През сезон 2009 Пикет младши остава титулярен пилот за тима.
Средата на сезон 2009 той е изгонен от тима на Рено заради лошите си класирания на решетката и е заместен от Ромен Грожан.